# قائمة أعضاء فرقة بانيك! آت ذا ديسكو
بانيك! آت ذا ديسكو (بالإنجليزية: Panic! at the Disco)‏ مشروع منفرد أمريكي أصله من لاس فيغاس، نيفادا، كان سابقا فرقة من سنة 2004 إلى 2015. يقدم المشروع المغني برندن يوري ويرافقه في الجولات قارع الطبول دان باولوفيتش، عازفة غيتار البيس نيكول رو، وعازف القيثارة مايك ناران. كون الفرقة في الأصل برندن يوري مع الأعضاء السابقين ريان روس وسبينسر سنيث وبرينت ويلسون. مرت الفرقة بعدة تغييرات في تشكيلة أعضائها خلال مسيرتها المتكونة من ست ألبومات. كان لبانيك! آت ذا ديسكو ستة أعضاء أصليين، 13 عضو جولات، و 26 عضو جلسات.
بدأت أول التغييرات في تشكيلة أعضاء الفرقة بمغادرة عازف غيتار البيس برينت ويلسون، والذي طرد من الفرقة بعد مدة قصيرة من صدور أول ألبوم للفرقة، «حمى لا تستطيع أن تتجاوزها» (A Fever You Can't Sweat Out). أخد جون وولكر وكان ويلسون، وكان يعزف بالإضافة إلى غيتار البيس على القيثارة وآلات المفاتيح للفرقة.
تلى هذا سنة 2009 أول تغيير كبير في تشكيلة الفرقة، عندما أعلن عازف القيثارة/المغني ريان روس وعازف غيتار البيس جون وولكر مغادرتهما من الفرقة وسط سنة 2009. أخد مكانهما عازف القيثارة إيان كروفورد وعازف غيتار البيس دالون ويكس. انضم ويكس للفرقة كعضو رسمي سنة 2010 مع اقتراب نهاية تسجيل ألبوم الاستوديو الثالث للفرقة «عادات سيئة وفضائل» (Vices & Virtues). غادر كروفورد الفرقة سنة 2012.
سنة 2013 وقبل صدور ألبوم الاستوديو الرابع للفرقة، «غريب جدا ليعيش، نادر جدا ليموت!» (Too Weird to Live, Too Rare to Die!)، غادر قارع الطبول سبينسر سميث الفرقة بشكل غير رسمي بسبب إدمانه واستهلاكه غير الصحي للمخدرات، تاركا يوري وويكس كالعضوين المتبقيين. وظف يوري وويكس عازف القيثارة كينيث هارس وقارع الطبول دان باولوفيتش كعضوي جولات.
سنة 2015، غادر سبينسر سميث الفرقة رسميا وعاد دالون ويكس لكونه عضو جولات مرة أخرى، مما نتج عنه التحول الدائم للفرقة لمشروع منفرد.
أعلن ويكس مغادرته الرسمية للفرقة في دجنبر 2017، وحلت محله نيكول رو. في شتنبر 2018، طرد عازف غيتار الجولات كينيث هارس من الفرقة نتيجة لاتهاماته بسوء السلوك الجنسي، وحل محله مايك ناران.

## أعضاء رسميون

### حاليون
| صورة | الاسم      | سنوات النشاط | الآلات                                         | الإصدارات التي ساهم فيها        |
| ---- | ---------- | ------------ | ---------------------------------------------- | ------------------------------- |
|      | برندن يوري | 2004–حاضر    | غناء رئيسي غيتار آلة المفاتيح غيتار البيس طبول | جميع إصدارات بانيك! آت ذا ديسكو |

### سابقون
| صورة | الاسم        | سنوات النشاط                                | الآلات                                     | الإصدارات التي ساهم فيها                                                                                                   |
| ---- | ------------ | ------------------------------------------- | ------------------------------------------ | --- |
|      | برينت ويلسون | 2004–2006                                   | غيتار البيس                                | حمى لا تستطيع أن تتجاوزها (2005)                                                                                           |
|      | ريان روس     | 2004–2009                                   | غيتار آلة المفاتيح غناء                    | جميع إصدارات بانيك! آت ذا ديسكو من حمى لا تستطيع أن تتجاوزها (2005) إلى مباشرة في شيكاغو (2008)                            |
|      | جون وولكر    | 2006–2009                                   | غيتار البيس غناء مساند غيتار آلات المفاتيح | جميع إصدارات بانيك! آت ذا ديسكو من جلسات مباشرة (حصريا على آي تونز) (2006) إلى مباشرة في شيكاغو (2008)                     |
|      | سبينسر سميث  | 2004–2015 (غير نشيط 2013–2015)              | طبول آلات إيقاعية                          | جميع إصدارات بانيك! آت ذا ديسكو حمى لا تستطيع أن تتجاوزها (2005) إلى أسطوانة نيكوتين المطولة (2014)                        |
|      | دالون ويكس   | 2010–2015؛ (عضو جولات 2009–2010، 2015–2017) | غيتار البيس غناء آلات المفاتيح غيتار       | جميع إصدارات بانيك! آت ذا ديسكو من آي تونز مباشرة (2011) إلى أسطوانة نيكوتين المطولة (2014) و كل أصدقائي نحن ممجدون (2017) |

## مساهمون آخرون

### جولات
| صورة | الاسم            | سنوات النشاط | الآلات                                                | الإصدارات التي ساهم فيها                        |
| ---- | ---------------- | ------------ | ----------------------------------------------------- | ----------------------------------------------- |
|      | بارترام نيسون    | 2006–2008    | تشيلو آلات المفاتيح طبول إلكترونية آلات إيقاعية       | مباشرة في دنفر (2006)                           |
|      | إيريك رونيك      | 2006–2008    | آلات المفاتيح بيانو wurlitzer آلات إيقاعية غناء مساند | مباشرة في دنفر (2006) و مباشرة في شيكاغو (2008) |
|      | إيان كروفورد     | 2009–2012    | غيتار آلات المفاتيح آلات إيقاعية غناء مساند           | آي تونز مباشرة (2011)                           |
|      | كينيث هارس       | 2013–2018    | غيتار غناء مساند                                      | كل أصدقائي نحن ممجدون (2017) و صل للشرير (2018) |
|      | دان باولوفيتش    | 2013–حاضر    | طبول آلات إيقاعية غناء مساند                          | كل أصدقائي نحن ممجدون (2017)                    |
|      | جيسي مولوي       | 2016–حاضر    | ساكسفون                                               | كل أصدقائي نحن ممجدون (2017)                    |
|      | إرم نافارو       | 2016–حاضر    | مترددة                                                | كل أصدقائي نحن ممجدون (2017)                    |
|      | كريس بوتيستا     | 2016–حاضر    | بوق                                                   | كل أصدقائي نحن ممجدون (2017)                    |
|      | نيكول رو         | 2018–حاضر    | غيتار البيس غناء مساند                                |                                                 |
|      | كيارا آنا بيريكو | 2018–حاضر    | كمان متوسط                                            |                                                 |
|      | ليا ميتزلر       | 2018–حاضر    | تشيلو                                                 |                                                 |
|      | ديزيري هيزلي     | 2018–حاضر    | كمان                                                  |                                                 |
|      | مايك ناران       | 2018–حاضر    | غيتار غناء مساند                                      |                                                 |

### جلسات
| صورة | الاسم            | سنوات النشاك               | آلات                                                                | الإصدارات التي ساهم فيها                                          |
| ---- | ---------------- | -------------------------- | ------------------------------------------------------------------- | ----------------------------------------------------------------- |
|      | هيذر ستيبينز     | 2005                       | تشيلو كمان أجهر                                                     | حمى لا تستطيع أن تتجاوزها (2005)                                  |
|      | ويليام بروسيرد   | 2005                       | بوق                                                                 | حمى لا تستطيع أن تتجاوزها (2005)                                  |
|      | ساماتثا ساينز    | 2005                       | كمان                                                                | حمى لا تستطيع أن تتجاوزها (2005)                                  |
|      | آدم وولين        | 2005                       | طبول                                                                | حمى لا تستطيع أن تتجاوزها (2005)                                  |
|      | ميخائيل ديفيس    | 2007–2008، 2015            | مترددة                                                              | غريب. جدا. (2008) و موت أعزب (2016)                               |
|      | توني كادليك      | 2007–2008، 2015            | بوق فلوجل هورن                                                      | غريب. جدا. (2008) و موت أعزب (2016)                               |
|      | جيف كيفيت        | 2007–2008، 2015            | فلوجل هورن بوق بيكولو بوق                                           | غريب. جدا. (2008) و موت أعزب (2016)                               |
|      | ديفيد أندرو مان  | 2007–2008                  | كلارينيت ساكسفون ألتو                                               | غريب. جدا. (2008)                                                 |
|      | كريس لورنس       | 2007–2008                  | كمان أجهر                                                           | غريب. جدا. (2008)                                                 |
|      | بيتر ليل         | 2007–2008                  | كمان متوسط                                                          | غريب. جدا. (2008)                                                 |
|      | بيري مونتاغ-ميسن | 2007–2008                  | كمان                                                                | غريب. جدا. (2008)                                                 |
|      | روب ميثس         | 2007–2008، 2015، 2017–2018 | غيتار آلات المفاتيح مندولين بيانو منتج موجه موسيقي                  | غريب. جدا. (2008)، موت أعزب (2016) و صل للشرير (2018)             |
|      | توني بليث        | 2007–2008                  | تشيلو                                                               | غريب. جدا. (2008)                                                 |
|      | روجر روزنبيرغ    | 2007–2008                  | ساكسفون باريتون                                                     | غريب. جدا. (2008)                                                 |
|      | آندي سنيتزر      | 2007–2008، 2015            | ساكسفون تينور                                                       | غريب. جدا. (2008) و موت أعزب (2016)                               |
|      | وارن زيلينسكي    | 2007–2008                  | كمان                                                                | غريب. جدا. (2008) و صل للشرير (2018)                              |
|      | بوتش ووكر        | 2010–2013                  | غيتار منتج غناء مساند                                               | عادات سيئة وفضائل (2011) و غريب جدا ليعيش، نادر جدا ليموت! (2013) |
|      | إملين سينغلتون   | 2012–2013                  | كمات                                                                | غريب جدا ليعيش، نادر جدا ليموت! (2013)                            |
|      | بيتر ليل         | 2012–2013                  | كمان متوسط                                                          | غريب جدا ليعيش، نادر جدا ليموت! (2013)                            |
|      | ديف دانيلز       | 2012–2013                  | تشيلو                                                               | غريب جدا ليعيش، نادر جدا ليموت! (2013)                            |
|      | مارك ستيبرو      | 2015                       | طبول                                                                | موت أعزب (2016)                                                   |
|      | ديفيد مان        | 2015                       | ساكسفون تينور                                                       | موت أعزب (2016)                                                   |
|      | آرون هيك         | 2015                       | ساكسفون ألتو                                                        | موت أعزب (2016)                                                   |
|      | ديف ريكنبيرغ     | 2015                       | ساكسفون باريتون                                                     | موت أعزب (2016)                                                   |
|      | راندي أندوس      | 2015                       | مترددة بيس                                                          | موت أعزب (2016)                                                   |
|      | دايلن شواب       | 2015                       | بوق                                                                 | موت أعزب (2016)                                                   |
|      | جيك سنكلير       | 2015، 2017–2018            | غيتار غيتار البيس غيتار صوتي آلة مفاتيح بيانو أورغن منتج غناء مساند | موت أعزب (2016) و صل للشرير (2018)                                |

## تشكيلات
| المدة                   | الأعضاء | ألبومات استوديو                                                     |
| ----------------------- | --- | ------------------------------------------------------------------- |
| 2004 – ماي 2006         | - برندن يوري – غناء رئيسي، غيتار، آلات المفاتيح - ريان روس – غيتار، غناء، آلات المفاتيح - برينت ويلسون – غيتار البيس - سبينسر سميث – طبول، آلات إيقاعية                                             | - حمى لا تستطيع أن تتجاوزها (2005)                                  |
| ماي 2006 – يوليوز 2009  | - برندن يوري – غناء رئيسي، غيتار، آلات المفاتيح، غيتار البيس - ريان روس – غيتار، غناء، آلات المفاتيح - جون وولكر – غيتار البيس، غناء مساند، آلات المفاتيح، غيتار - سبينسر سميث – طبول، آلات إيقاعية | - غريب. جدا. (2008)                                                 |
| أبريل 2010 – أبريل 2015 | - برندن يوري – غناء رئيسي، غيتار، آلات المفاتيح، غيتار البيس - دالون ويكس – غيتار البيس، غناء، آلات المفاتيح، غيتار - سبينسر سميث – طبول، آلات إيقاعية                                              | - عادات سيئة وفضائل (2011) - غريب جدا ليعيش، نادر جدا ليموت! (2013) |
| أكتوبر 2015 – حاضر      | - برندن يوري – آلات متعددة | - موت أعزب (2016) - صل للشرير (2018)                                |

1. ↑  بالرغم من كون ويلسون عضوا رسميا في هذا الوقت، إلا أنه لم يعزف في الألبوم.
2. ↑  بالرغم من كون ويكس عضوا رسميا في هذا الوقت، إلا أنه لم يعزف في الألبوم، لكنه ساهم في فكرة وإنتاج غلاف الألبوم.